# L'orso bruno/E li ponti so' soli
L'orso bruno/E li ponti so' soli è un singolo del cantautore italiano Antonello Venditti, pubblicato nell'estate 1973 come unico estratto dal primo album in studio L'orso bruno.

## Descrizione
Uscito originariamente sotto la It, il singolo è stato ripubblicato l'anno seguente dalla RCA Italiana. Il brano L'orso bruno racconta il letargo di un orso bruno mentre il brano E li ponti so' soli è cantato in dialetto romanesco e descrive la vita di una vecchia clochard romana; verrà reincisa da Venditti nell'album Le cose della vita, con il solo l'organo eminent come accompagnamento.
La copertina del singolo riprende quella dell'album e riporta, anche se con disposizione leggermente diversa, lo stesso disegno a opera di Alvise Sacchi, il percussionista dei Blue Morning (gruppo prodotto dallo stesso Venditti nel 1973).
Il disco è stato registrato negli studi Fonorama di Milano (di proprietà di Carlo Alberto Rossi), ed il tecnico del suono è Bruno Malasoma.

## Tracce
Testi e musiche di Antonello Venditti.
Lato A
1. L'orso bruno – 4:21

Lato B
1. E li ponti so' soli – 3:03

## Formazione
- Antonello Venditti – voce, pianoforte
- Ellade Bandini – batteria
- Ares Tavolazzi – basso elettrico
- Gigi Rizzi – chitarra
- Vince Tempera – arrangiamenti e conduzione orchestra